# Кампанеле-Коле Комуне (Кјети)
Кампанеле-Коле Комуне (итал. Campanelle-Colle Comune) је насеље у Италији у округу Кјети, региону Абруцо.
Према процени из 2011. у насељу је живело 42 становника. Насеље се налази на надморској висини од 94 м.